# Габріель (сеньйор Монако)
Габріель Грімальді (італ. Gabriele Grimaldi, фр. Gabriel Grimaldi; 13?? — після 1357) — співправитель-сеньйор Монако з 29 червня 1352 по 15 серпня 1357 року. Син Карла I і його дружини Люччіни Спинола.
У 1352 став співправителем свого батька Карла I разом зі своїм братом Реньє і дядьком батька Антоніо, спільно з якими правив до 1357, коли Монако було зайнято генуезькими військами. Карл I загинув при облозі.
Був одружений з представницею роду Орсіні.

## Герб
Червоні ромби на білому тлі. Девіз роду Гарімальді: «Deo Juvante» (лат. З Божою поміччю).